# Dyrosaurus
Dyrosaurus è un genere estinto di rettili, imparentato con i coccodrilli. Visse nell'Eocene inferiore (Ypresiano, circa 55 - 48 milioni di anni fa) e i suoi resti fossili sono stati ritrovati in Africa.

## Descrizione

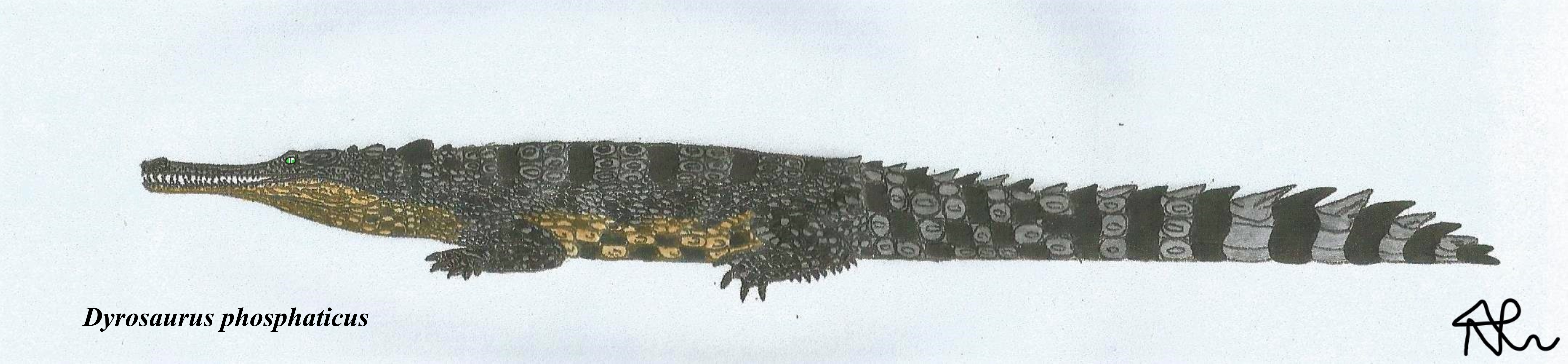
Restauro dell'animale

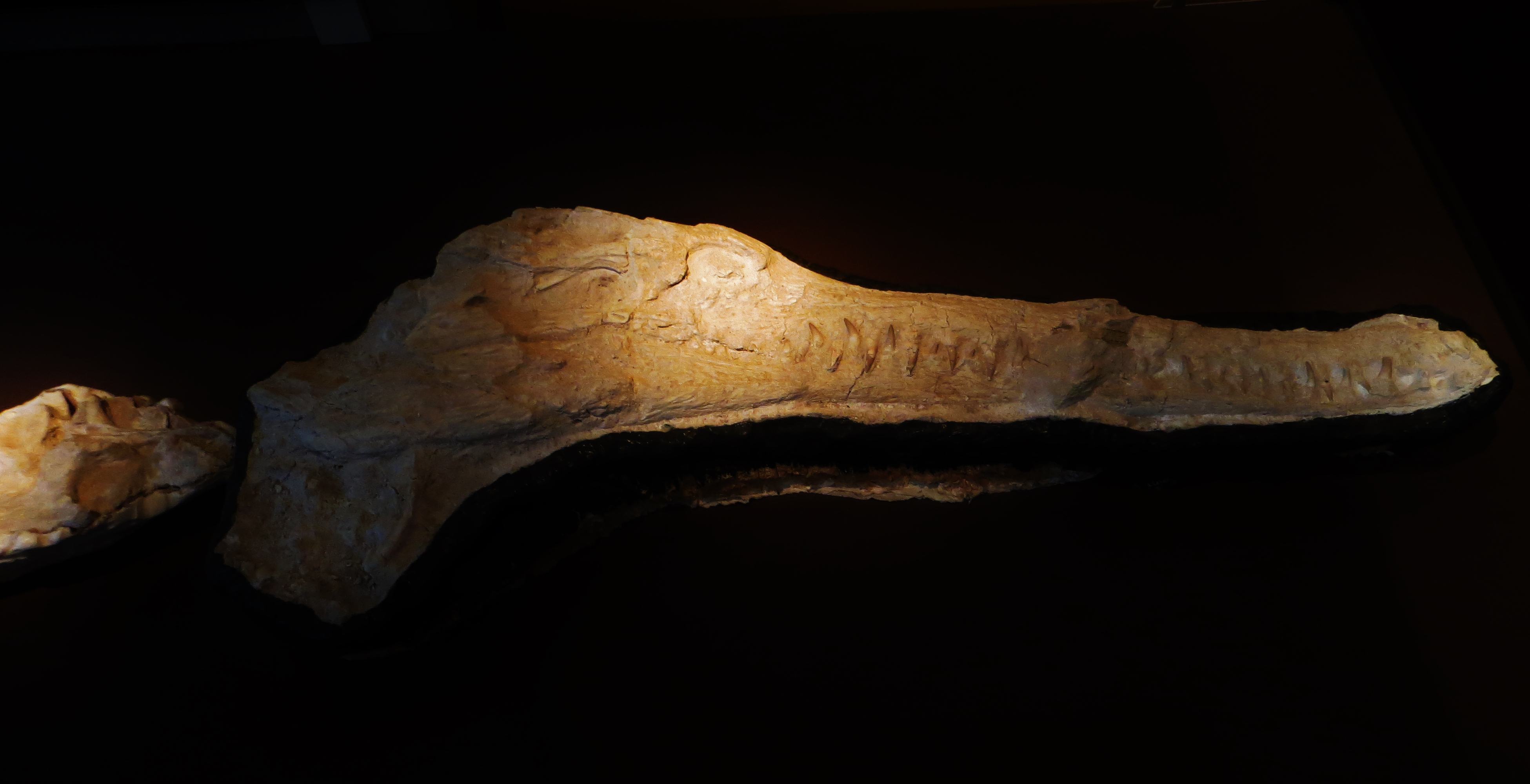
Fossile del cranio

L'aspetto di questo animale doveva richiamare a prima vista quello dell'attuale gaviale del Gange (Gavialis gangeticus), a causa dell'estremo allungamento delle fauci. Dyrosaurus era un crocodilomorfo di grosse dimensioni, e poteva raggiungere i 6 metri di lunghezza. Era dotato di un muso stretto e allungato, che occupava circa il 75% della lunghezza totale del cranio negli esemplari adulti. 
Tra i caratteri distintivi che differenziavano Dyrosaurus dalle altre forme simili, vi era la presenza di 18-23 denti per ogni ramo mascellare anteriori all'orbita, e in totale 23-26 denti mascellari e premascellari; contatto tra prefrontale e nasale più lungo di quello tra lacrimale e nasale; parete posteriore della finestra sopratemporale quasi verticale e poco esposta in vista dorsale; margine posteriore del cranio dritto in vista dorsale; tuberosità occipitali poco sviluppate; barra interfenestrale ornamentata anteriormente e a forma di T in sezione trasversale; porzione ventrale del basioccipitale quasi verticale, e ben visibile in vista occipitale; osteodermi dorsali sottili, ornamentati con fossette ampie e basse, separate da ampi margini a forma di T in sezione (Jouve et al., 2006).

## Classificazione
I primi fossili di questo animale vennero ritrovati in Tunisia, in terreni dell'Ypresiano (Eocene inferiore) e vennero descritti da Thomas nel 1893 come una nuova specie del genere Crocodylus (Crocodilus phosphaticus). L'anno dopo fu Pomel a istituire il genere Dyrosaurus per questi resti; la specie tipo, Dyrosaurus phosphaticus, è stata in seguito rinvenuta anche in altre zone dell'Africa settentrionale (Algeria, Egitto), sempre in terreni dell'Eocene inferiore. Alcuni fossili sono stati attribuiti addirittura al Cretaceo superiore, con molti dubbi. Nel 2005 è stata descritta un'altra specie, D. maghribiensis, proveniente dall'Eocene inferiore del Marocco; quest'ultima si differenziava dalla specie tipo per alcune autapomorfie, come un margine dorsale liscio del parietale e coane molto aperte. 
Altre specie (D. minor, D. paucidens, D. berneti, D. thevestensis, D. variabilis e D. choumovitchi) sono state attribuite alla specie tipo. 

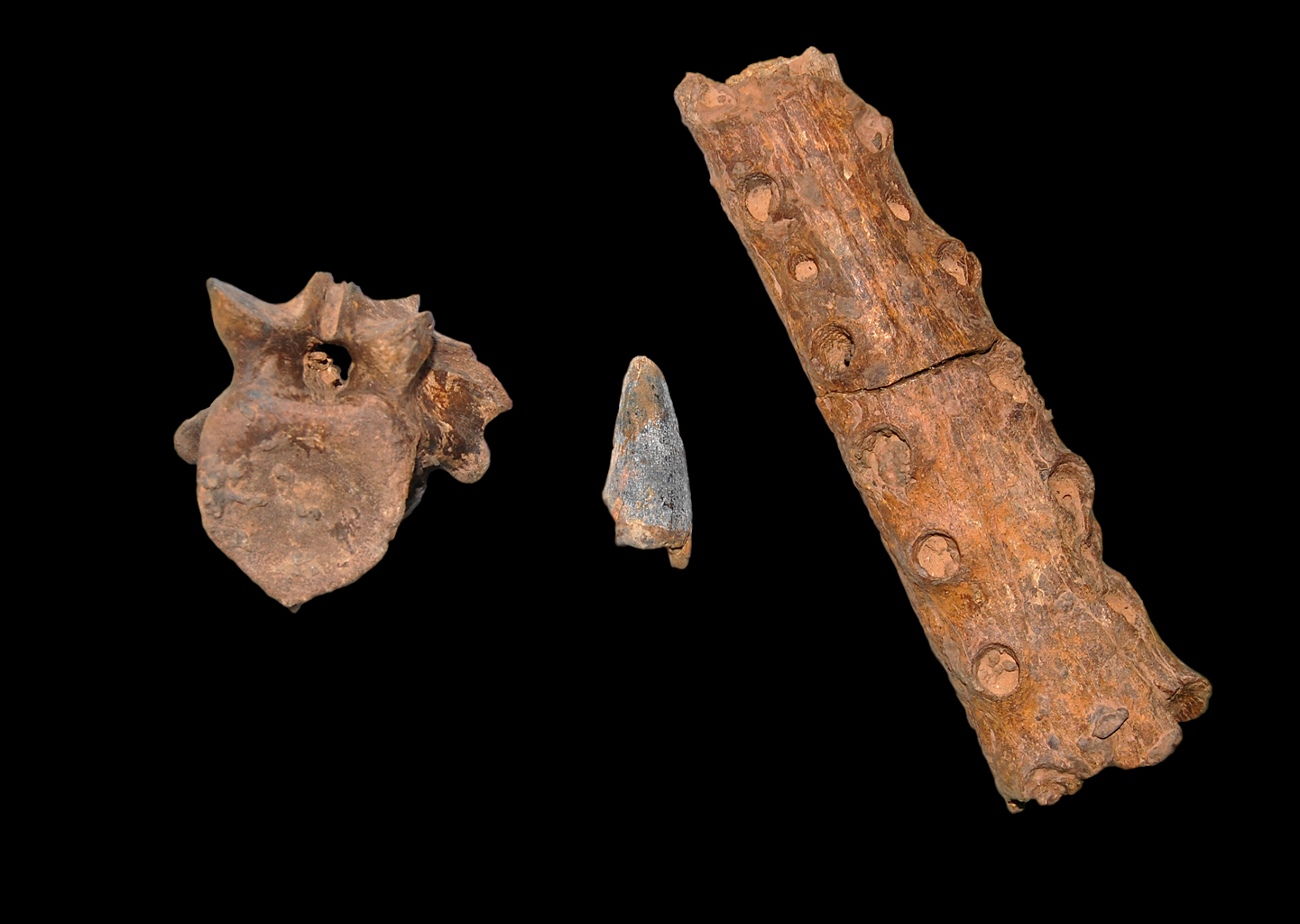
Vertebra, dente e mascella di Dyrosaurus

Dyrosaurus è il genere eponimo dei dirosauridi, un gruppo di crocodilomorfi, solitamente di grosse dimensioni e di abitudini acquatiche, diffusi soprattutto nei continenti meridionali tra il Cretaceo e il Terziario inferiore. Dyrosaurus, in particolare, sembrerebbe essere stato una forma relativamente derivata, ma basale rispetto ad altre forme dal muso allungato come Hyposaurus e Rhabdognathus.

## Paleoecologia
Come molti dirosauridi, lo stesso Dyrosaurus era un animale strettamente legato all'ambiente acquatico; probabilmente predava pesci e altri organismi acquatici. Sembra che i giovani fossero più strettamente legati ad ambienti di acqua dolce, mentre gli adulti si avventuravano nel mare.